# 鯤鵬航空
鯤鵬航空（こんぽうこうくう、中文表記: 鲲鹏航空、英文表記: Kunpeng Airlines）は、かつて存在した中華人民共和国河南省鄭州市に本拠地を置く航空会社である。航空会社名は、中国の神話上の鳥に由来している。深圳航空の子会社だった。

## 概要
- 2006年12月に当初出資額を5億元（約7.5億円）として、深圳航空とメサ航空（Mesa Airlines）の出資によって設立された。深圳航空の出資比率は51％を占めており、実質的には深圳航空の子会社である。
- 2007年10月から運行を開始した。メサ航空のボンバルディアCRJ200をリースして運航した。
- 2008年8月、本社と運営拠点を鄭州に移転した。
- 2007年12月21日、中国製小型ジェット旅客機であるARJ21を100機購入する計画を発表した。当初は、2008年の北京オリンピックまでに20機の支線用旅客機CRJ-200を導入しようと計画していた。
- 2008年8月、メサ航空グループが、全株式を深圳航空に売却する意向を表明し、2009年6月、メサ航空は全株式を売却した。メサ航空からリースしていたCRJ 200は全機が返還された。後継機には、エンブラエルE190を使用する。
- 2009年、メサ航空グループとの契約に伴い、2010年1月より河南航空(Henan Airlines)へ社名を変更したが、後述の航空事故直後に2010年8月27日に、鯤鵬航空へと社名を戻した[2]。
- 2013年8月、運航を停止した。

## 機材
- エンブラエル E190 4機保有
- COMAC ARJ21-700 100機発注

## 事故
2010年8月24日、黒竜江省ハルビンから伊春に向かっていた8387便（エンブラエル E190）が、着陸進入中に墜落し、乗員乗客96人中44人が死亡した。

## 備考
社名の鯤鵬の「鯤」は大魚を「鵬」は大鳥を意味する言葉で、荘子の説いた想像上の動物を重ねたものであり、この上もなく大きなものの表現である。また大鵬とも呼ばれ西域のロック鳥に相当するとされる。